# Tizenkétszögszámok
A tizenkétszögszámok a figurális számokon belül a sokszögszámok közé tartoznak. Az n-edik tizenkétszögszám Tn a közös csúcsból rajzolt, legfeljebb n pont oldalhosszúságú szabályos tizenkétszögek körvonalai egymástól különböző pontjainak száma. 
Az n-edik tizenkétszögszám általánosan a következő képlettel adható meg:
{\displaystyle T_{n}=5n^{2}-4n\quad (n>0).}
Az első néhány tizenkétszögszám:
1, 12, 33, 64, 105, 156, 217, 288, 369, 460, 561, 672, 793, 924, 1065, 1216, 1377, 1548, 1729, 1920, 2121, 2332, 2553, 2784, 3025, 3276, 3537, 3808, 4089, 4380, 4681, 4992, 5313, 5644, 5985, 6336, 6697, 7068, 7449, 7840, 8241, 8652, 9073, 9504, 9945 … (A051624 sorozat az OEIS-ben)
A tizenkétszögszámok előállíthatók az n-edik négyzetszámnak és négyszer az (n−1)-edik téglalapszámnak az összeadásával:
{\displaystyle T_{n}=n^{2}+4(n^{2}-n).}

## Párosság
A tizenkétszögszámok párossága váltakozik, tízes számrendszerben pedig utolsó számjegyük az 1, 2, 3, 4, 5, 6, 7, 8, 9, 0 mintát követi.

## Általánosított tizenkétszögszámok
Az általánosított tizenkétszögszámok is a fenti képlettel állíthatók elő, de a nullát és a negatív egész számokat is megengedve. A következő sorrendben szokás az általánosított tizenkétszögszámokat előállítani: 0, 1, −1, 2, −2, 3, −3, 4..., ami a következő sorozatot adja:
0, 1, 9, 12, 28, 33, 57, 64, 96, 105, 145, 156, 204, 217, 273, 288, 352, 369, 441, 460, 540, 561, 649, 672, 768, 793, 897, 924, 1036, 1065, 1185, 1216, 1344, 1377, 1513, 1548, 1692, 1729, 1881, 1920, 2080, 2121, 2289, 2332, 2508, 2553, 2737, 2784, 2976, 3025 … (A195162 sorozat az OEIS-ben)
Minden második általánosított tizenkétszögszám „normál” tizenkétszögszám is egyben. 

## Tesztelés tizenkétszögszámokra
Az n-edik tizenkétszögszám, {\displaystyle x_{n}} megadási képletét n-re megoldva a következő képletet kapjuk:
{\displaystyle n={\frac {{\sqrt {5x_{n}+4}}+2}{5}}.}
Tetszőleges x szám tizenkétszögszám mivolta tesztelhető a fenti képletbe való behelyettesítéssel. Ha n egész számra jön ki, akkor x az n-edik tizenkétszögszám. Ha n nem egész szám, akkor x nem tizenkétszögszám.
Ez egyben tekinthető x tizenkétszöggyöke kiszámításának is.